# 曜變天目茶碗

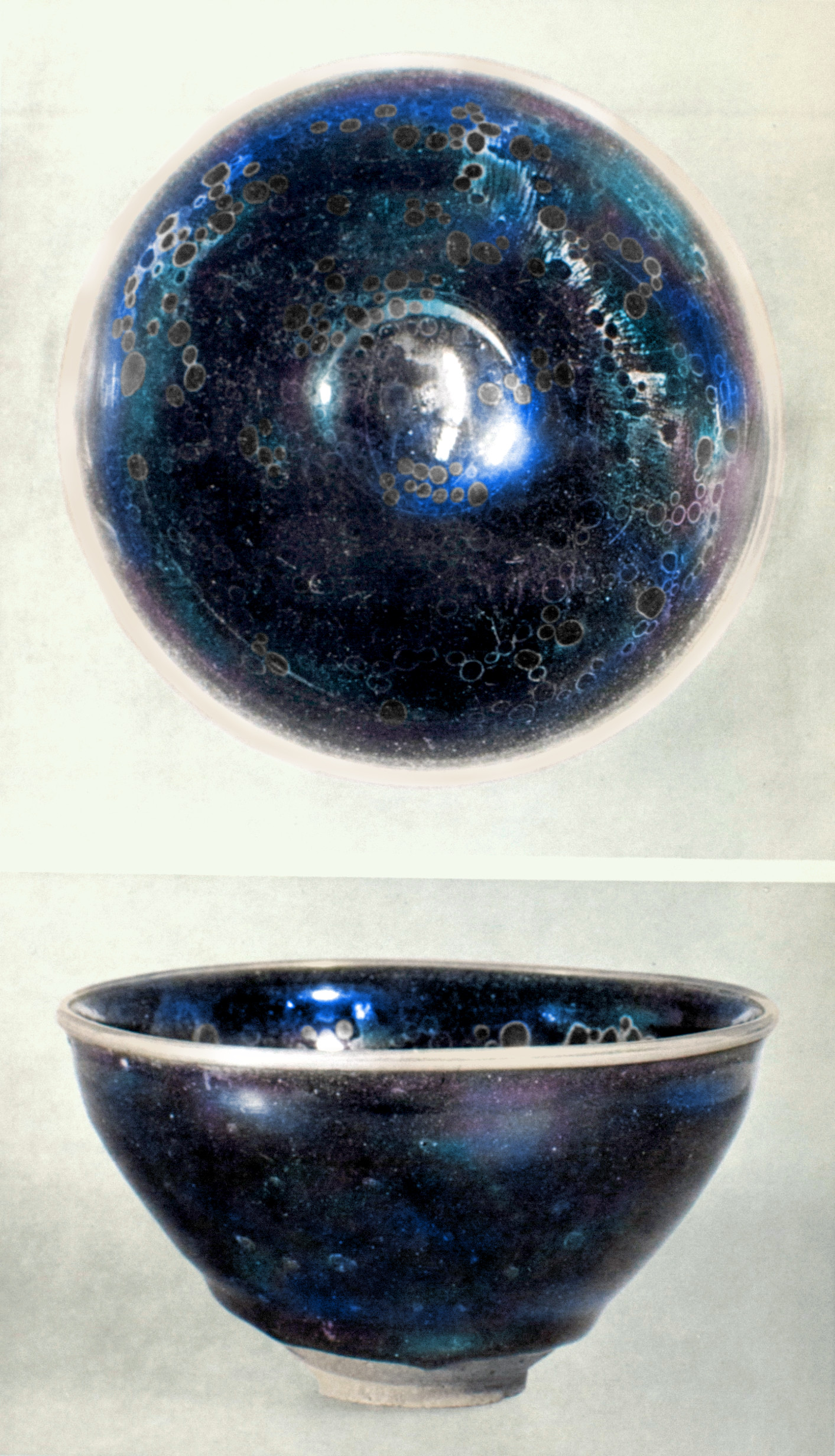
藤田美术馆所典藏的曜變天目茶碗

曜變天目茶碗（日语：曜変天目茶碗、ようへんてんもくちゃわん），被認為是天目茶碗的最高傑作。簡稱曜變天目，「曜變」有時也寫作「耀變」。
該茶碗在燒製過程中，其黑色釉料的變化會形成呈現不同色澤的斑紋而成為其特色。據推測，這種陶瓷作品是在中國南宋時期所製作的，目前僅有三件曜變天目被保存在日本，所有作品都被指定為日本國寶。

## 概要
曜變天目茶碗的器皿內部散佈著大小不一的斑紋，看起來像是星星，斑紋周圍呈現出暈狀的青色或青紫色。在不同的角度下閃耀出虹彩的光芒，被稱為「能看到宇宙的器皿」。該天目茶碗據說是在現在中國福建省南平市建陽區的建窯製造的。目前全世界僅存有三件或四件，而所有的作品都保存在日本，其中三件被指定為國寶，另一件被指定為重要文化財。當前保留的茶碗都被認為是南宋時期所創作，但作者不詳。在日本。自從室町時代開始，曜變天目茶碗被視為天目茶碗的巔峰之作。
有爭議的是，當前並無法確認該茶碗紋樣是有意製作出來還是偶然產生的。僅知「曜變」一詞與「天目」一詞一樣是在日本創造出來的，並沒有出現在中國的文獻中。但最早使用「曜變」一詞的文獻，則是在室町時代的《能阿相傳集》所提及。
據推測僅有少數曜變天目茶碗在在南宋時期的建窯製作出來，之後再也沒有製作過。此外，為何只有日本還保存著這些茶碗，而在中國卻沒有完整的傳世品（僅有殘缺的茶碗在杭州市被發現）更是巨大的謎團。曾有學者認為，曜變天目茶碗在後來的中國被視為不祥之兆，因此被迅速拋棄而未有留存下來，只有少數倖存的茶碗於鎌倉時代（1185—1333年）傳入日本。然而，根據在中國發掘出土的陶片情況，暗示南宋時期最上層的人們普遍經常使用該茶碗。

### 條件
其名稱的「曜變」指的是該茶碗的呈現效果，即在茶碗內部黑色的釉上面有大小不一的斑點（結晶體）散佈其中，周圍則被一圈藍色或青紫色的光暈環繞，透過內部光線照射的角度不同，會產生七彩的虹色反射效果。具有該特徵的天目茶碗，則是能夠被稱為「曜變」需具備的關鍵條件。
「曜變」原本是指窯燒陶瓷時出現的意外色彩變化，但由於曜變天目茶碗的星形紋樣及美麗程度，逐漸被稱為「星星閃爍、燦爛閃耀」之意的「曜」字所取代。茶人高桥义雄編修了茶道具名品集《大正名器鑑》中列舉了六個曜變天目茶碗，然而符合嚴格條件的只有三件。表示現存的相關茶碗，僅有只有三件能夠被視為「完整」的曜變天目茶碗。

## 現存

### 日本國寶
以下嚴格符合耀變條件的三碗被指定為日本國寶：

#### 靜嘉堂文庫
該茶碗俗稱「稻葉天目」，被認為是現保存最好的曜變天目茶碗，其斑駁花紋最清晰可見，1951年6月9日指定為國寶後，現存於靜嘉堂文庫。
最初曾作為德川將軍家收藏的柳営御物之一。1643年，江戶幕府第3代將軍德川家光的乳母春日局因病臥床，由於她曾經為了祈求家光的天花康復而斷藥治療，家光因而贈送了這個茶碗作為禮物。隨後，這個茶碗被傳承到春日局的子孫淀藩主稲葉氏中，並在1918年被三井財閥的小野哲郎收購，之後在1934年被三菱財閥總帥巖崎小彌太購入，但巖崎表示「天下的名器不應該由像我這樣的人使用」後，他因此從未使用它來泡茶。
稻葉天目在當前被視為特別展品，偶爾會被公開展出。此外，稻葉天目在東京丸之內三菱一號館美術館內的「三菱中心數位畫廊」作為數位內容永久閱覽。
- 高度：6.8公分[1]
- 口徑：12.0公分[1]
- 高台徑：3.8公分[8]

#### 藤田美術館
該茶碗為傳承自德川家康的水戶德川家的文物，茶碗的表面有曜變斑紋，這種紋理圖案在外部也有顯現。1918年，該茶碗由藤田財閥的藤田平太郎買下，在1953年11月14日被指定為國寶後，現存於藤田美術館。
- 高度：6.8公分
- 口徑：13.6公分
- 高台徑：3.6公分

#### 龍光院
該茶碗傳承自江月宗玩的一組茶碗，保存在築前黑田氏的菩提寺大德寺的塔頂龍光院中。據說茶碗最初是津田宗及所持有的，他是堺的富商，而江月宗玩則是大德寺的第一代住侍。茶碗的具體細節不是很清楚，但據說是由築前博多的豪商島井宗室贈送給黑田氏，以支持建立龍光院的黑田長政。該茶碗雖被認為是當前保存最樸素的曜變天目茶碗，但被認為具有幽玄之趣，因而受到高度評價。當前茶碗存於京都市大德寺龍光院，不對外開放展示，僅在特別展覽中展出。並於1951年6月9日被指定為國寶。
- 高度：7.1公分
- 口徑：12.4公分
- 高台徑：3.9公分

### 重要文化財

#### 美秀美術館
該茶碗傳給了加賀藩的領主前田氏。並自1953年11月14日被指定為重要文化財。原為長月次郎所有，現為美秀美術館所有。與三大國寶不同的是，該茶碗的「曜變」僅限於內表面的一部分，因此茶碗是否應稱為「曜變」尚存爭議。
- 高度：高度：7.1公分
- 口徑：12.4公分
- 高台徑：3.9公分

### 其他在日本的曜變天目茶碗
根據記載，日本被認為在過去還保存一個曜變天目茶碗。該茶碗是從室町幕府的第八代將軍、東山文化的核心人物足利義政所擁有，並傳承到織田信長，由於信長也經常使用這個碗。因而經常隨身攜帶，但在本能寺事變中，該茶碗與許多其他特產遭到燒毀。

### 陶片
作為一種獨特的陶瓷技法，曜變天目茶碗在其生產地中國卻並沒有任何的文獻記載，甚至沒有發現實物或碎片。但是在2012年5月，杭州西湖博物馆总馆南宋官窑馆区館長鄧和穎在一篇論文中宣布，2009年底在杭州市內的一個工地上發現了一個曜變天目茶碗的陶片，該陶片的出土地點是官庁街，是昔日南宋時期临安城的主要官府集中地，也是宮廷接待國使、招待貴賓的賓館。
出土的陶片有三分之二保存完好。現在這些陶瓷藏於古越會館。此次發現的陶瓷品中也出現了為宮廷獻上的文字。同時，該地區還出土了越窯、建窯、定窯、吉州窯、汝窯、鞏義窯和高麗青瓷等多種陶瓷，其中以越窯白瓷數量最多。這些陶瓷上或下釉上刻有御廚、殿、貴妃、苑、後苑、尚藥局等字樣，推測這些出土品都是當時南宋宮廷上層所使用的物品。
- 高度：6.8公分
- 口徑：12.5公分
- 底徑：4.2公分

## 文獻紀錄

### 大正名器鑑
在大正時代至昭和時代出版的一本關於茶具的書《大正名器鑑》中，高桥义雄列出了當時被認為是「曜變」的六件物品。
- 曜變 大名物 橫濱市 小野哲郎（現・國寶、靜嘉堂文庫藏）
- 曜變 大名物 男爵 藤田平太郎（現・國寶、藤田美術館藏）
- 曜變 大名物 京都 龍光院（現・國寶、龍光院藏）
- 曜變 大名物 侯爵 德川義親（尾州徳川家所蔵油屋所持曜變天目）
- 曜變 ＿＿＿ 伯爵 酒井忠正
- 曜變 ＿＿＿ 侯爵 前田利為（現・重要文化財、美秀美術館藏）

高橋箒庵在解說了這6點的同時，對於德川家、酒井家和前田家的天目陶瓷進行了評論，他寫道：「稲葉家和水戶家的天目陶瓷有所不同」、「雖然大致上是油滴手，但由於內部有小星紋，因此也被歸類為曜變」、「雖然一開始被認為不是油滴，但現在已經知道曜變中也有這種類型的陶瓷了」等等。這些評論都被寫在實際觀察的欄位中。

## 復原
1953年，陶藝研究家小山富士夫和山崎一雄發表了一篇論文，其中提到了美國密歇根大學教授J.M.普拉默於1935年在建窯窯址採集的陶片，該陶片不是曜變天目，但由於對釉料進行了定量分析和觀察，被認為是造成光彩的原因。
文章中指出，光彩的產生與釉中的鉛和鎢無關，斑點是人為添加的痕跡，因為斑點周圍的釉料透過脱玻作用失去了透明度晶體，導致斑點周圍有著藍紫色的光彩，這使人難以想像斑點是人為製造的。此外，由對龍光院收藏的曜變天目觀察發現，藍紫色的光彩，是由釉上的薄膜引起的光干涉所產生的顏色。雖然許多陶藝家嘗試復原曜變天目的光彩和斑點，但完全解釋燒結機製或實現具有類似光彩和斑點的茶碗的複制，在至今尚未實現。
- 2002年，岐阜縣土岐市的陶藝家林恭助採用一種特殊的技法，先燒製一個黑色的茶碗，再進行巧妙的塗工，最後再進行第二次燒製，成功地創作出類似曜變天目的作品。[19]

- 2012年10月，愛知縣瀨戶市的陶藝家長江惣吉在中國江西省景德镇市舉辦的國際研討會上，發表了關於曜變天目燒成方法的報告。他使用建窯周圍產生的螢石投入窯中，通過蛍石的化學變化產生的氟氣體腐蝕釉面，因而形成光彩。[20][15]

- 2016年，日本政府向中國申請對杭州出土的陶片進行化學分析，但最終只被允許進行視覺觀察，參與該次分析的參與者包括陶藝家長江惣吉、藤田美術館館長藤田清以及相關的分析人員。[21]。通過斷面狀態，發現該陶片的燒成溫度約為1300—1350度，比以前認為的1250度還要更高。陶片的斷面上有著約1毫米厚的黑色釉層，並在最表層產生曜變，發現曜變是僅存在於釉面的現象。此後，藤田美術館館長與文化廳進行交涉對美術館所藏的曜變天目進行化學分析，否定了部分曜變天目的花紋和光彩是由鉛等重金屬生成的觀點，並檢測到微量的氯，提出了透過酸性氣體產生光彩的可能性。[22][21]

- 2019年，京都市的京燒和清水燒窯業「陶葊」的第四代土渕善亞貴，在2018年提出了一種新的理論，即曜變天目的圖案是由於窯內微妙的環境差異造成的缺氧狀態的不完全燃燒產生的。他首先使用易於管理溫度的氣體和電力組合製作了專用的窯，並試圖燒成三次。並使用不含鉛的釉料作為建窯的基礎，並維持燒成溫度在1320度左右，在調整了缺氧狀態的時機和氧氣含量後，他在兩年的時間裡試驗了3000—4000種不同的釉料組合和燒製方法，經過不斷地燒製，最終做出光彩漸出逐漸接近曜変天目的茶碗。然2019年的第41屆京燒・清水燒展中，土渕獲得了最高獎和經濟產業大臣獎。在2019年11月，由於溫度調整的時機晚了20分鐘，茶碗內部出現了無數的斑紋，這是迄今為止最接近曜変天目的茶碗，直徑約為12厘米。[23][24]

- 2023年，岐阜縣可兒市的大平修透過使用銀與蒸氣使其浮現虹色斑點的「曜變天目加飾法」試圖燒製曜變天目茶碗，並於2009年正式取得專利。現階段已經試做了1000多件作品，並在個人特展展出約30件曜變天目茶碗等作品。[25]

## 外部連結
- 曜変天目（稲葉天目） （页面存档备份，存于）静嘉堂文庫美術館
- 曜変天目茶碗 （页面存档备份，存于） 藤田美術館